# ヴィットリオ・ヴェネトの戦い
ヴィットリオ・ヴェネトの戦い（ヴィットリオ・ヴェネトのたたかい、Battle of Vittorio Veneto）は、第一次世界大戦中のイタリア戦線で1918年10月24日から11月3日にかけて、イタリア王国軍とオーストリア＝ハンガリー帝国軍の間で行われた大規模な戦闘である。厭戦感情が蔓延していたオーストリア軍はこの戦いでイタリア軍に大敗し、50万人以上の兵士を失ってイタリア戦線での主戦力を喪失した。
イタリア国民の中では、ヴィットリオ・ヴェネトでの戦闘をイリデンティズムの最終的決着点と見る向きもある。

## 背景

### カポレットの悲劇とピアーヴェの勝利
戦線崩壊の瀬戸際に追い込まれていたオーストリア軍の救援に訪れたドイツ軍は、カポレットの戦いで新戦術の浸透戦術をもってイタリア陸軍に致命的な打撃を与えた。イタリア陸軍は1917年10月24日から1917年11月9日までの間に30万人以上の兵士を失い、地道に押し広げてきたイゾンツォ川の戦線から止むを得ず引き下った。イタリア政府のヴィットーリオ・エマヌエーレ・オルランド首相は、敗戦の責任者でありオーストリアとの単独和平を主張したルイージ・カドルナ大将を解任し、新たにアルマンド・ディアズ大将を総司令官に任命した。
ディアズ将軍は、連合軍の支援を受けながら打撃を負った軍の再建に尽力し、ヴェネツィアへ追撃していた独墺軍をピアーヴェ川で押し留めた。1918年6月、ディアズ将軍率いるイタリア陸軍はロンバルディアを目指すオーストリア軍をピアーヴェ川の戦いで打ち破り、オーストリア軍は17万人の兵士を失って敗退した。連合軍司令部はイタリアに対し、一挙にオーストリアを打ち崩す反攻作戦を要請した。またイタリア政府もこれを強く望んだが、慎重なディアズ将軍は安易な反撃に転じる事の危険性を理解していた。彼は十分な戦力が整い、かつオーストリア軍が機会を見せる時を用心深く待った。

### 作戦準備
戦局は刻一刻と連合国側に傾き、ロシアとの講和によって急場を凌いでいたドイツも敗戦に近付きつつあった。大局を中央同盟の盟主ドイツに委ねるオーストリアは戦局の単独打開を目指してイタリア戦線の突破を試みるが、それもピアーヴェ川の戦いでの敗退以降は頓挫していた。ピアーヴェ川の戦いは同盟軍側に初めて敗戦を意識させた出来事であり、戦史家ジョン・フレデリック・チャールズ・フラーは「実際、ピアーヴェの敗北はオーストリア・ハンガリーの末路の予兆であった」と評している。悪化する戦局に前線では士気の低迷に歯止めが掛からず、元々存在していたハンガリー人とオーストリア人の対立も表面化していった。
好機を見てディアズ将軍はオーストリア・ハンガリー軍への最終攻勢に向けた計画を立案、モンテ・グラッパからピアーヴェ川一帯に展開する六個軍（第6軍、第4軍、第8軍、第10軍、第3軍、第11軍）全て投入する事を決定した。軍勢は中央の3個軍を2個軍が補佐し、後方の第11軍が予備戦力として配置される事になっていた。作戦目標はピアーヴェ川対岸のヴィットリオ・ヴェネトに定められ、まずは渡河に向けた橋頭堡を築く事が目的であった。

## 戦闘

### 渡河作戦
10月23日、因縁のカポレットの前日にピアーヴェ川の渡河を開始したイタリア陸軍は、まずオーストリア・ハンガリー陸軍の予備戦力を誘き出す為の攻撃を仕掛けた。ボロイェヴィッチ将軍は結束を失い始めていた墺軍を励ましながら防衛線を維持すべく尽力した。川の氾濫などに助けられた事もあって墺軍は初日と翌日の攻撃を耐え抜き、その敢闘にはディアズ将軍も感嘆の念を残している。だが3日目となる10月25日に伊第10軍は渡河の重要拠点であるパパドポリ島を増水する川を乗り越えて奪取し、同地を起点にして攻勢5日目に対岸に上陸地点を確保した。
同じ頃、フランス陸軍イタリア派遣軍団司令官ジャン・セザール・グラジャーニ中将率いる伊第12軍(仏陸軍との合同部隊)も別の箇所から渡河に成功し、右側面の伊第8軍が戦線の穴を押し広げた。伊第10軍は伊第12軍及び伊第8軍に援軍を派遣して牽制させつつ、墺第5軍に猛攻を加えて敗走に追い込んだ。10月27日に伊第10軍が防衛線を突破すると徐々に他の墺軍部隊も撃退され、伊第4軍、伊第8軍、伊第12軍も次々と前線を突破していった。ボロイェヴィッチ将軍は全軍に反撃を命じたが、戦意を失ったオーストリア兵は命令を拒否した。10月28日、伊第10軍はピアーヴェ川対岸に確固たる橋頭堡を築き上げた。
ボロイェヴィッチ将軍はピアーヴェ川の防衛が最早不可能であると判断し、タリアメント川に向けて全軍退却を命令した。

### 戦線崩壊
10月28日、伊軍渡河と墺軍の総退却と同じ日にハプスブルク体制に反旗を翻していた民族の一つであるチェコ人勢力は臨時政府樹立を宣言した。10月29日には南スラブ人勢力がこれに続き、帝国本土は内乱状態に陥りつつあった。10月30日、墺軍の混乱を尻目に伊軍は第10軍を中心に戦線を拡大させ、4個軍が前線を大きく突破して24km後方にまで突出した。初期目標であるヴィットリオ・ヴェネトを含め、幅54kmにも及ぶ戦線が対岸に構築された。これによりピアーヴェ川のオーストリア・ハンガリー軍の防衛線は南北に分断され、6日間に亘った戦闘でイタリア側は当初の目標を達成した。対照的にオーストリア・ハンガリー側は前線での苦戦もあり、帝国内の民族紛争は一層に加熱していった。
10月31日、ヴィットリオ・ヴェネト陥落の翌日には遂にハンガリー人（マジャル人）勢力が独立運動に加わり、オーストリア・ハンガリー帝国の解散を求めてブダペスト暴動が発生した（アスター革命）。タリアメント川に敗走していたオーストリア軍内ではハンガリー系兵士とオーストリア＝ドイツ系兵士との対立が先鋭化し、少数派であるチェコ系兵士やスラブ系兵士の脱走も相次いだ。ディアツ将軍は敵軍が士気崩壊に陥っている状態を見逃さず、直ちに全軍へ追撃命令を下した。最初の追撃で5万名のオーストリア兵がイタリア軍に降伏、捕虜はイタリア第11軍がタリアメント川近辺に到達した11月1日までに10万名にまで増えた。11月1日からはイタリア海軍も攻勢に加わって戦線後方のトリエステを占領し、オーストリア軍後方を脅かした。
11月3日、イタリア陸軍はタリアメント川に到達、次の目標たるイソンヅォ川へ向かおうとしていた。

## オーストリア軍降伏
11月3日、戦線崩壊に陥ったオーストリア軍司令部はタリアメント川渡河を準備するイタリア軍司令部に白旗を掲げて休戦を求めた。十分な戦果を得ていたイタリア側も今度は受け入れ、同日の内に休戦条約が調印される運びとなり、オーストリア＝ハンガリー帝国の敗戦が実質的に決定した。両者間で取り結ばれたヴィラ・ジュスティ休戦協定は署名日の11月3日午後3時から24時間後に施行される事になっていた。従って11月3日から4日の3時までは前線では戦闘の可能性が残されていたが、早期の和平交渉を望むオーストリア軍代表ウェーバー将軍 (Viktor Weber Edler von Webenau) は11月3日中に負傷兵を含む残余兵30万名へ停戦命令を出した。ウェーバーは署名発行前の停戦命令でイタリア側が進軍を止めて交渉を始める事を期待した。
しかしイタリア軍内部の強硬派は優勢であるにもかかわらず結ばれた休戦協定に不快感を抱き、休戦協定施行までは進撃を継続するべきと主張した。その中心人物がピエトロ・バドリオ（のちに元帥）であり、彼は軍内部の穏健派に必要なら休戦協定の破棄すら検討するべきだと述べた。事実、壊滅的な打撃を受けていたオーストリア軍は故郷に向かって敗走を開始しており、ウェーバーの停戦命令が出される前からもともと反撃できる状態ではなかった。ウェーバーは進軍継続は協定違反だと訴えたが、イタリア軍が進軍を継続した11月4日午後3時までは休戦協定は国際法上機能していなかった。結局イタリア陸軍50万は11月4日中に関しては進軍継続を決定、タリアメント川を渡河して残りの占領地の回収を開始した。
隊伍を乱して敗走していたオーストリア兵やハンガリー兵は各地で投降して、最終的に残存部隊の殆どが拘束されてイタリア本国の捕虜収容所に収監された。イタリア陸軍は殆ど損害を受けずに11月4日午後3時にイゾンツォ川に到達した。休戦協定で立ち退きが決定していた南チロルも合わせて占領下に置かれた。

## 結果
戦いは単なる戦術的勝利だけでなく、オーストリア・ハンガリー（ハプスブルク君主国）というイタリア最大の仮想敵国が歴史上から消滅する結果を生んだ。オーストリア降伏はキール反乱を初めとするドイツ国内の厭戦感情を激化させ、ドイツは降伏を選択した。勝利は10月31日のハンガリー独立に続いた数多くの民族自決運動に公認を与え、ドイツが戦争継続を断念する一つの理由ともなったのである。敗戦による政治的混乱と軍部隊の壊滅は帝国内で発生した内乱を鎮圧する手段を防ぐ意味合いを持った。長年の宿敵であるオーストリア・ハンガリー帝国が為す術なく崩壊する要因を作り出した事は、イタリアにとって領土割譲以上に重要な戦略的勝利を意味した。
ピアーヴェとヴィットリオという二つの勝利を得たアルマンド・ディアスは祖国は勿論、同盟国の間でも広く称賛を得た。イタリア国内のイソンツォ戦線の記念碑には彼の名前が刻まれ、国王から公爵の地位を与えられた。

## 引用
1. ↑  "Battle of Vittorio Veneto during October and November saw the Austro-Hungarian forces collapse in disarray. Thereafter the empire fell apart rapidly." Marshall Cavendish Corporation: History of World War I. Marshall Cavendish, 2002, pp. 715-716
2. ↑  Duffy, Michael (1 February 2002). "The Battle of Vittorio Veneto, 1918". FirstWorldWar.com. http://www.firstworldwar.com/battles/vittorioveneto.htm. Retrieved 2008-06-10.
3. ↑  Burgwyn, H. James: Italian foreign policy in the interwar period, 1918-1940. Greenwood Publishing Group, 1997. Page 4. ISBN 0275948773
4. ↑  Schindler, John R.: Isonzo: The Forgotten Sacrifice of the Great War. Greenwood Publishing Group, 2001. Page 303. ISBN 0275972046
5. ↑  Arnaldi, Girolamo : Italy and Its Invaders. Harvard University Press, 2005. Page 194.
6. ↑  Foch urged Diaz to exploit the success. Diaz, knowing his troops were weary and short of munitions, confined himself to local operations." Seton-Watson, Christopher:Italy from Liberalism to Fascism, 1870-1925. Taylor & Francis, 1967. Page 500
7. 1 2 3 4  "First World War" Battles - The Battle of Vittorio Veneto, 1918
8. ↑  David Stevenson, loc. cit. p. 160 Google-books
9. 1 2  Pier Paolo Cervone, Vittorio Veneto, l'ultima battaglia, Mursia (Gruppo Editoriale), 1994
10. ↑  Fritz Weber, "Das Ende der alten Armee. Österreich-Ungarns Zusammenbruch,.
11. ↑  Stato Maggiore dell'Esercito, "L'esercito italiano nella Grande Guerra", Ufficio Storico, vol. 5, Tomo 1,2, 2bis, Roma, 1988.
12. 1 2 3  Low, Alfred D.The Anschluss Movement, 1918-1919, and the Paris Peace Conference. American Philosophical Society, 1974. Page 296.
13. 1 2  Ludendorff wrote:In Vittorio Veneto, Austria did not lose a battle, but lose the war and itself, dragging Germany in its fall. Without the destructive battle of Vittorio Veneto, we would have been able, in a military union with the Austro-Hungarian monarchy, to continue the desperate resistance through the whole winter, in order to obtain a less harsh peace, because the Allies were very fatigued." Pasoletti, Ciro: A Military History of Italy. Greenwood Publishing Group, 2008, page 150. ISBN 0275985059
14. ↑  "The Battle of Vittorio Veneto during October and November saw the Austro-Hungarian forces collapse in disarray. Thereafter the empire fell apart rapidly." Marshall Cavendish Corporation: History of World War I. Marshall Cavendish, 2002, pp. 715-716.